# Circus Mircus
Circus Mircus (груз. ცირკუს მირკუსი) — грузинський прогресивний рок-гурт, який складається з трьох учасників. Представники Грузії на Пісенному конкурсі Євробачення 2022 в Турині, Італія. Гурт здебільшого грає експериментальну музику, змішуючи різні жанри, кожен з яких представляє життєвий досвід і «внутрішній світ» кожного учасника.

## Історія
Circus Mircus були створені наприкінці 2020 року в Тбілісі, коли троє учасників місцевої циркової академії, які були виключені з неї, подружилися і остаточно залишили академію, щоб створити власний гурт. За словами учасника гурту, вони троє «були недостатньо хорошими, ймовірно, були найгіршими в команді, [і] тому стали друзями».
14 листопада 2021 року було оголошено, що гурт внутрішньо обраний Georgian Public Broadcasting представниками країни на Пісенному конкурсі Євробачення 2022. Пісня для конкурсу, під назвою «Lock Me In», була випущена 9 березня 2022 року.

## Пісенний конкурс Євробачення
За результатами жеребкування Грузія опинилася у другому півфіналі Євробачення 2022, що пройшов 12 травня. Circus Mircus виступили під 5 номером та за результатами голосування посіли останнє 18 місце у півфіналі з 22 балами (13 від журі та 9 від глядачів).

## Дискографія

### Мініальбоми
| Назва         | Рік  | Лейбл |
| ------------- | ---- | ----- |
| Circus Mircus | 2020 | —     |

### Сингли
| Назва                      | Рік  | Альбом        |
| -------------------------- | ---- | ------------- |
| «Intro»                    | 2020 | Circus Mircus |
| «White Boy Funk»           | 2020 | Circus Mircus |
| «Nobody»                   | 2020 | Circus Mircus |
| «Plastique Bijou»          | 2020 | Circus Mircus |
| «The Ode To Bishkek Stone» | 2020 | поза альбомом |
| «Semi-Pro»                 | 2021 | поза альбомом |
| «Better Late»              | 2021 | поза альбомом |
| «Weather Support»          | 2021 | поза альбомом |
| «Rocha»                    | 2021 | поза альбомом |
| «23:34»                    | 2021 | поза альбомом |
| «Musicien»                 | 2021 | поза альбомом |